# Bill Dudley
William McGarvey Dudley, noto come Bill Dudley (Bluefield, 24 dicembre 1921 – Lynchburg, 4 febbraio 2010), è stato un giocatore di football americano statunitense, introdotto nella Pro Football Hall of Fame nel 1966.

## Carriera
Dudley fu scelto come primo assoluto nel Draft NFL 1942 dai Pittsburgh Steelers. Nella sua prima stagione guidò la lega con 696 yard corse su 162 portate, venendo inserito nella formazione ideale della stagione All-Pro. Completò anche 35 passaggi su 94 tentativi per 438 yard e2  touchdown. Nella prima gara come professionista in carriera segnò un touchdown dopo una corsa da 55 yard mentre nella seconda ne segnò uno su ritorno di kickoff. Dopo essersi assentato per due stagioni per arruolarsi per la seconda guerra mondiale, fece ritorno agli Steelers nel 1945. In seguito giocò con i Detroit Lions e i Washington Redskins.

## Palmarès
- MVP della NFL (1946)
- Leader della NFL in intercetti (1946)
- Formazione ideale della NFL degli anni 1940
- 70 Greatest Redskins
- College Football Hall of Fame
- Pro Football Hall of Fame
- Virginia Sports Hall of Fame

## Statistiche
| Yard su corsa | 3.057 |
| Yard ricevute | 1.383 |
| Touchdown     | 44    |